# Amadeus August
Amadeus August (Breslavia, 6 maggio 1942 – Monaco di Baviera, 6 luglio 1992) è stato un attore tedesco.

## Biografia
Amadeus August si diploma in lingue alla Universität Tübingen e frequenta la Schauspielschule Bochum. A Hannover recita a teatro e poi a Monaco di Baviera in piccole commedie, e poi al Renaissance-Theater di Berlino, al Theater am Dom di Colonia, al Theater in der Josefstadt a Vienna, al Wiener Schauspielhaus e al Festspiele Heppenheim.
È noto per ruoli recitati in serie come Tatort, Der Alte e L'ispettore Derrick, anche in Der Kommissar (episodio Ein Mädchen nachts auf der Straße).
Come doppiatore ha dato la voce a Edward Albert, Richard Chamberlain e Roy Thinnes.
La sua omosessualità, nota nella cerchia intima di conoscenti e familiari, lo ha portato a contrarre negli anni '80 l'infezione da  HIV portandolo al decesso nel 1992 per patologie correlate. È sepolto al cimitero di Unterhaching.